# Erophaca baetica
Erophaca baetica är en ärtväxtart som först beskrevs av Carl von Linné, och fick sitt nu gällande namn av Pierre Edmond Boissier. Erophaca baetica ingår i släktet Erophaca och familjen ärtväxter.

## Underarter
Arten delas in i följande underarter:
- E. b. baetica
- E. b. orientalis

## Bildgalleri

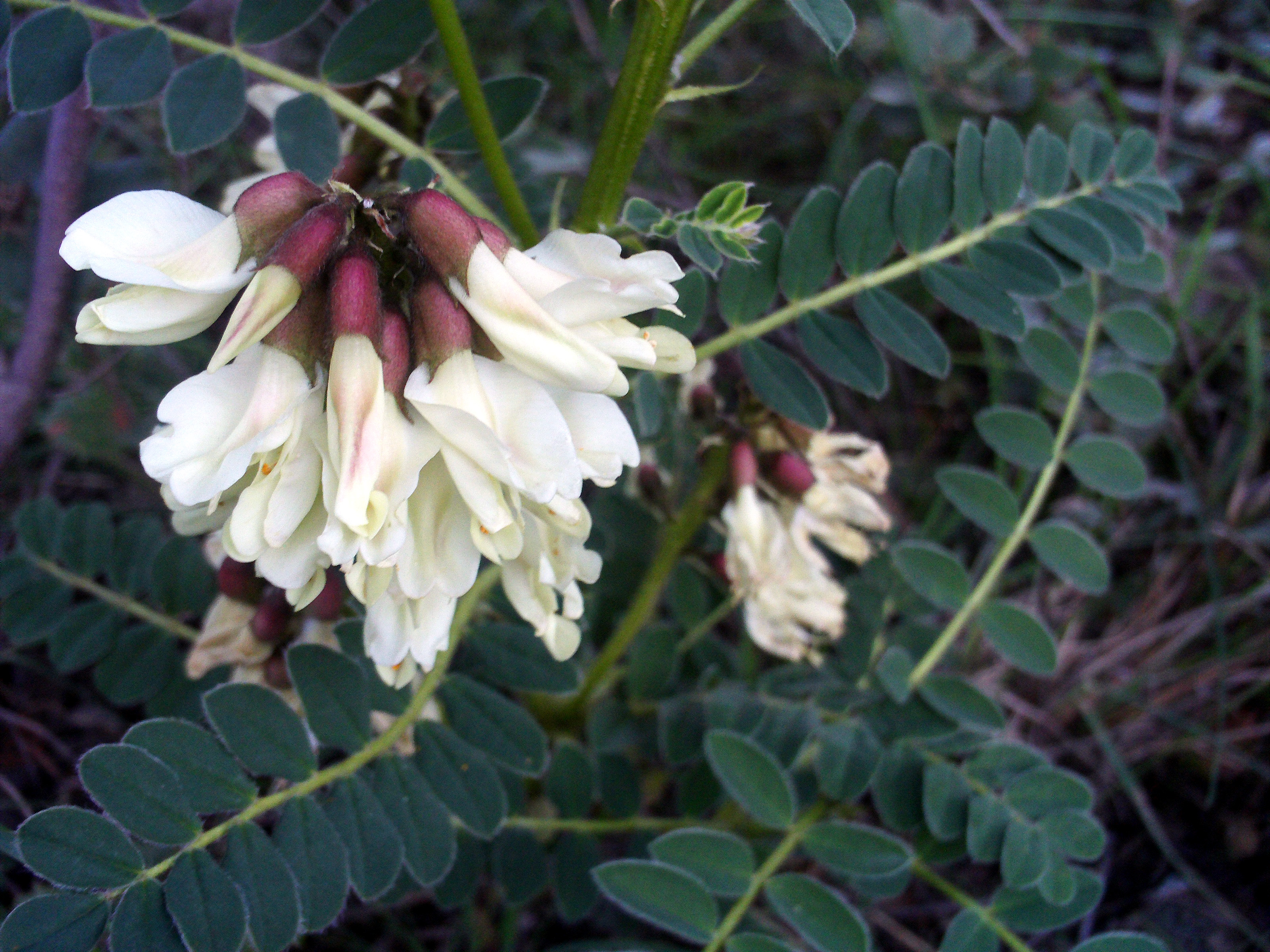
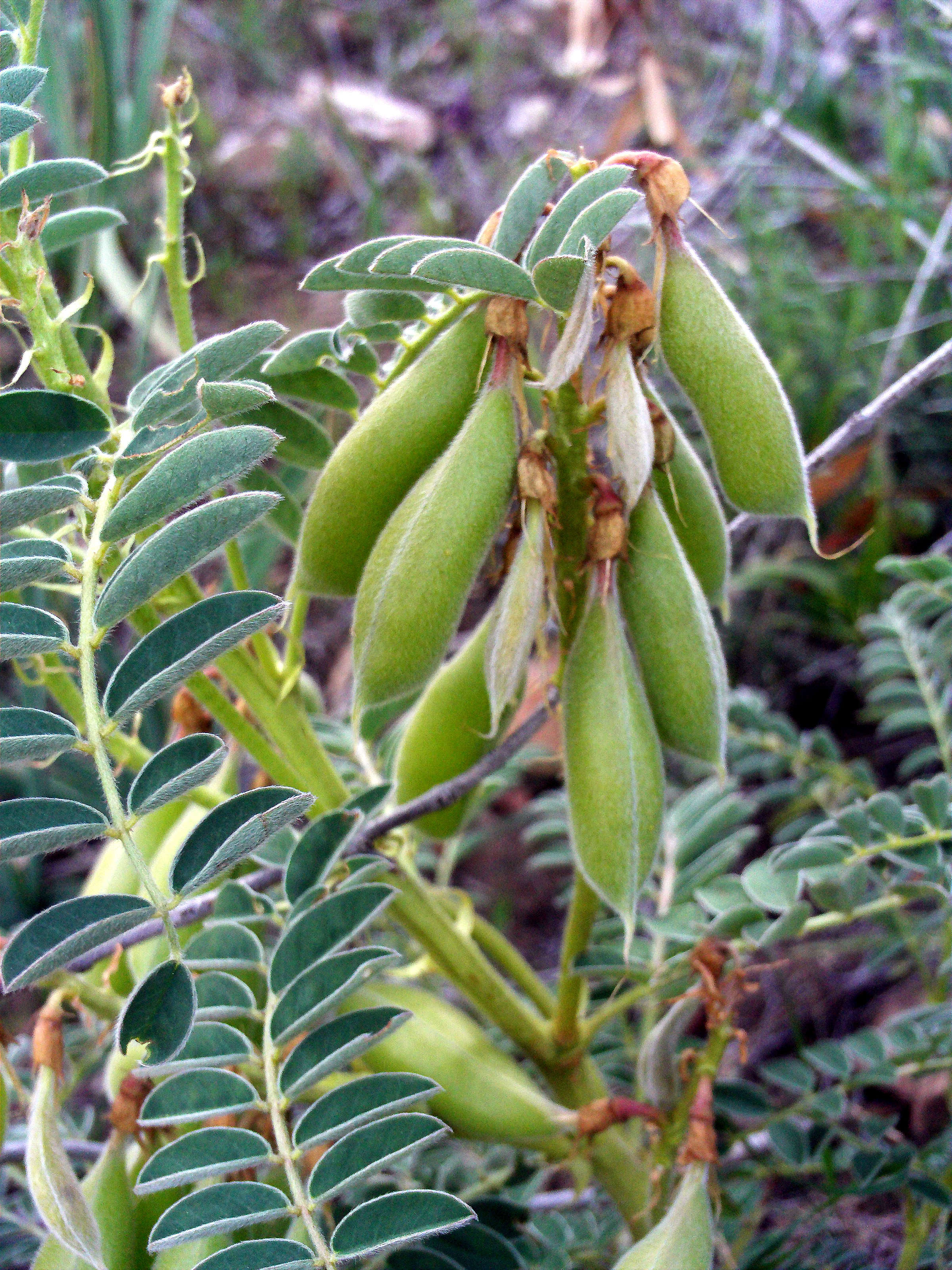
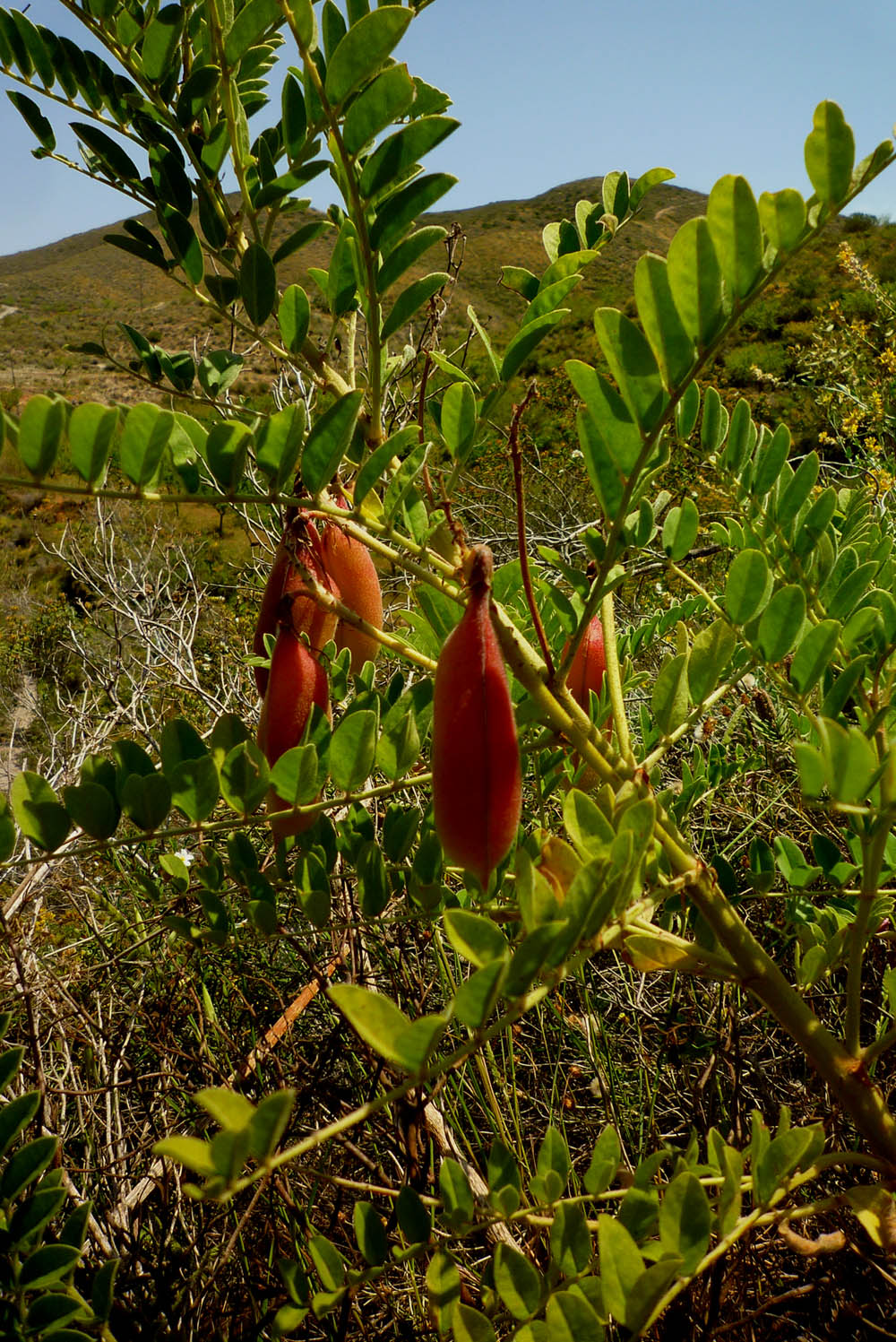